# Hemidactylus biokoensis
Hemidactylus biokoensis es una especie de gecos de la familia Gekkonidae.

## Distribución geográfica
Es endémica de la isla de Fernando Poo (Guinea Ecuatorial).